# Peggy McCarthy
Pour les articles homonymes, voir McCarthy.
Peggy McCarthy est une rameuse américaine née le 1er mars 1956 à Urbana (Illinois).

## Biographie
Elle dispute les épreuves d'aviron aux Jeux olympiques d'été de 1976 à Montréal où elle remporte une médaille de bronze en huit.

## Palmarès

### Jeux olympiques
- Jeux olympiques d'été de 1976 à Montréal
  -  Médaille de bronze en huit